# 西武バス所沢営業所

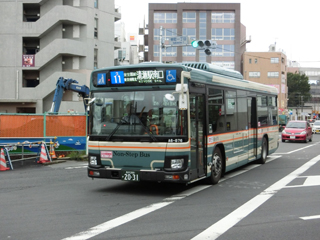
西武バス　A6-876。所沢営業所所属のフルカラー表示のバス。

西武バス所沢営業所（せいぶバスところざわえいぎょうしょ）は、埼玉県所沢市大字下富字月見原に位置する西武バスの営業所。
所沢市を中心に狭山市・川越市・新座市・さいたま市・ふじみ野市・富士見市・入間郡三芳町と、東京都清瀬市・東村山市にバス路線を有する。2009年5月15日までは所沢市久米546-4に位置しており、所沢駅東口にある西武バス本社に最も近い営業所だった。

## 沿革
- 2008年6月6日：PASMO／Suicaシステムの稼動開始。
- 2009年
  - 4月13日：所沢整備工場が、先行して所沢市美原町4-2987より所沢営業所内へ移転。
  - 5月16日：現在地へ移転。

2009年5月15日までの営業所は所沢駅東口近くにあり、西武バス本社にも近かった。だが駅と営業所を結ぶ道路が狭隘で危険な状態であるうえ、営業所も手狭で駅前の再開発の計画もあり、所沢市下富地内「池袋琺瑯前」に移転した。これに伴い、所沢大宮線は大宮が担当から外れ、新所沢川越線が川越営業所から所沢に移管されるなどの再編があった。
なお、旧・所沢営業所に関しては詰所のあったところ一帯のエリアは、折り返し場や西武タクシーの一時待機場として、現在も使用。道路を隔てた車庫だった部分は、ファミリーマートができたなどの変化が見られる。

## 現行路線
所沢市内の1区間は、ワンコインバス（大人100円）扱い。

### 所沢駅西口 - 松が丘中央 - 西武園駅方面
- 所18：所沢駅西口 - 吾妻 - 悲田処跡 - 松が丘中央 - 西武園駅

西武不動産グループが開発した松が丘地区（一戸建て住宅）への足として、当初は所沢駅 - 西武松が丘（現・松が丘中央）が開通した。平成のバブル景気と相まって、ゆうえんち号（所沢駅 - 西武園ゆうえんち）が専用塗装の4台で運用されていたが、1999年に廃止された。しかし、ゆうえんち号の経路が西武園駅への新たな足として見直され、所18を現・西武園駅までの運行区間とし、国分寺駅方面への足、中央本線利用者の顧客発掘に一役買っている。これらは「西武園付近にある施設への来場者の足」としての利用価値向上に大きく貢献している。道路環境の関係で中型車のみの運行となっている。
西武園ゆうえんちの休園に伴い、2020年11月1日より所18-1の西武園駅 - 西武園ゆうえんち間は区間運休となっていたが、リニューアルオープンに伴い2021年5月22日より再開。なお、西武園ゆうえんち停留所は臨時駐車場A内に設置され、メインゲート（西武園ゆうえんち駅、旧・遊園地西駅）から約1.5km離れているため、停留所最寄りの多摩湖駅から西武山口線に乗るか連絡シャトルバスを利用する必要がある（徒歩の場合は約20分）。しかし、このアクセスに難があったためか、2024年4月1日より土日祝ダイヤの日中時間帯も全て西武園駅発着に短縮され、所18-1は系統消滅となった。

### 所沢駅西口 - 航空公園駅 - 並木通り団地方面
- 所20-1：所沢駅西口 - 北御幸町 - 航空公園駅 - 秩父学園入口 - 並木通り団地
- 所20-3：航空公園駅 - 秩父学園入口 - 並木通り団地
- 深夜バス：航空公園駅 → 秩父学園入口 → 並木通り団地

当初は所20：パークタウン循環線として運行を開始した。住民の通勤通学目的の他、沿線にある防衛医科大学校病院や国立障害者リハビリテーションセンターへの足としても利用されていた。並木通り団地の本格分譲や道路整備が実施されると、所20-1が開通。こちらも沿線の住民の足としてだけではなく、沿線にある埼玉県立所沢中央高等学校への足としても活躍した。
1987年5月28日の航空公園駅開業により、所20が廃止されて所20-3が新設された。この頃から、航空公園駅近くに所沢市役所、所沢郵便局、文化センター、公共職業安定所、所沢警察署、所沢簡易裁判所や労働基準監督署などを初めとした官公庁が駅周辺に集まってくるようになったため、当系統の他に航空公園駅発着便が各官公庁への足として重用されていく。
2015年11月16日のダイヤ改正により、航空公園駅 → 所沢ニュータウン → 並木通り団地線が廃止、所20-3と同ルートの深夜バスが設定（増回）された。
所20-1は徐々に運行回数を減らし、2015年11月16日のダイヤ改正で休日が運休に、2024年4月1日のダイヤ改正でさらに土曜が運休となり、平日の1往復のみが残っている。

### 所沢駅東口 - 上福岡駅 - 大宮駅方面
- 大34：所沢駅東口 - こぶし団地入口 - 中富 - 八軒家 - 上福岡駅入口 - 東大久保 - 治水橋堤防 - 二ツ宮 - 水判土 - 大宮駅西口
- 所58-1：所沢駅東口 - こぶし団地入口 - 中富 - 八軒家 - 上福岡駅西口
- 所58-2：中富 → 八軒家 → 上福岡駅西口(朝1本)
- 所61：所沢駅東口 - こぶし団地入口 - 所沢ニュータウン - 伸栄小学校前 - 花園四丁目 - 西武バス所沢営業所
- 所61深夜：所沢駅東口 → こぶし団地入口 → 所沢ニュータウン → 伸栄小学校前 → 花園四丁目 → 西武バス所沢営業所

大34は西武バス最長路線（23.95km）。2009年5月15日までは大宮営業所との共管路線だったが、所沢営業所の単独担当となった。かつて所沢駅西口発着だった名残からか、他の所沢駅 - こぶし団地方面の路線とは異なり、市民医療センターを通過して再びこぶし団地方面行きバスと合流していたが、2013年3月16日以降は新東橋経由で運行されている。
所58-1は大34の区間便で、かつては所58（所沢駅西口 - 上福岡駅入口 - 福岡高校入口）の運行だったが、後に所58-1（所沢駅西口 - 八軒家）の枝番系統区間便のみになり、2006年4月1日より上福岡駅西口まで延長した。
かつて、所58-2：所沢駅東口 - 新東橋 - 並木通り団地入口線として運行されていた系統は、2014年11月16日に所61として所沢営業所まで延伸し、所58-2は同日付で廃止となった。（同様に同路線の出入庫便であるが現・所58-2とは無関係）
2016年3月26日のダイヤ改正で、大34は日中の1往復に削減。大34-1を廃止、代わりに所58-2を中富始発で上福岡駅西口行として設定（早朝1回のみ）、所58-1を増回。2019年3月16日、「中並木」バス停と「西上小町」バス停（※所沢駅行き方向のみ）の移設・「並木公園」バス停の新設と「並木中」バス停の廃止が行われ、「並木中」と「中並木」の紛らわしさが解消された。
2019年6月3日より、所61深夜バスが運行開始された。

### 所沢駅東口 - 東所沢駅 - 跡見女子大 - 志木駅方面
- 所52：所沢駅東口 - 安松 - 東所沢駅 - 跡見女子大 - 新座駅北入口 - 北野入口 - 志木駅南口
- 所52-1：所沢駅東口 - 安松 - 東所沢駅 - 跡見女子大(平日・土曜のみ)
- 所55：所沢駅東口 - 安松 - 東所沢駅
- 深夜バス : 所沢駅東口 - 安松 - 東所沢駅(平日のみ)

かつては国際興業バスと共同運行で、所沢 - 志木 - 浦和駅へと運行していた路線が、志木で分断されて現在に至る。特に所沢駅から東所沢駅までは一日を通して本数が多く、所沢営業所の主力路線である。
2008年7月16日より、清61・志33などと共に、沿線の「サンケン電気本社」停留所が「新座志木中央総合病院」へ名称変更された。
2017年11月1日より、所沢駅東口 - 東所沢駅間の深夜バスが運行開始した。

### 東所沢駅 - エステシティ所沢方面
- 東所53：東所沢駅 - やなせ荘入口 - エステシティ所沢
- 東所59：東所沢駅 - 所沢車検場 - 所沢聖地霊園 - エステシティ所沢

東所53は、かつて所53として所沢駅東口から東所沢駅、エステシティ所沢、秩父学園入口を経由して所沢駅東口に戻る循環路線であった。路線再編により、所53-1：所沢駅東口 - エステシティ所沢の区間便のみが残された。東所59もかつては所59として所沢駅東口から所沢車検場を経由してエステシティ所沢に至る路線であった。
2023年4月1日に再度路線改編が実施され、所沢駅東口 - 安松 - 東所沢駅間を短縮し、東所沢駅発着に変更され、やなせ荘入口経由が所53-1から東所53へ、所沢車検場経由が所59から東所59へそれぞれ系統名が改称された。

### 所沢駅東口 - 航空公園駅 - エステシティ所沢方面
- 所56：所沢駅東口 - こぶし団地入口 - 秩父学園入口 - 航空公園駅
- 所57：所沢駅東口 - こぶし団地入口 - 秩父学園入口 - 航空公園駅 - 秩父学園入口 - 所沢聖地霊園 - エステシティ所沢
- 航01：航空公園駅 - 秩父学園入口 - 所沢聖地霊園 - エステシティ所沢

所沢駅東口からこぶし団地入口を経由して航空公園駅に立ち寄り、エステシティ所沢に向かう路線が所57で、秩父学園入口 - 航空公園駅間は2回通過する。区間便として所56、航01が設定されているが、メインは航01となっている。
所56は、所61の開設以降、ダイヤ改正の度に徐々に運行回数が減っている。

### 所沢駅東口 - 中里 - 清瀬駅北口方面
- 清66：所沢駅東口 - 安松 - 中里 - 清瀬駅北口

所沢駅東口と清瀬駅北口の間を結ぶ路線。清瀬駅 - 愛宕山間は小金井街道（東京都道・埼玉県道24号練馬所沢線）を走行し、所沢駅 - 安松間は東所沢駅方面への各系統と並走する。所沢市南東部、西武グリーンヒルから清瀬駅への足としても機能しており、運行本数は終日にわたり1時間に3本以上あったが、利用客の減少により平日の日中や土日は1時間に2本程度に減便されている。

### 所沢駅東口 - 全生園 - 清瀬駅南口方面
- 所46：所沢駅東口 - 秋津町三丁目 - 全生園前 - 東京病院北 - 清瀬駅南口
- 久11：久米川駅北口 - 向台 - 全生園前 - 東京病院北 - 清瀬駅南口
- 久11-1：久米川駅北口 - 向台 - 全生園前 - 新秋津駅 - 所沢駅東口
- 久11-2：久米川駅北口 - 向台 - 全生園前 - 新秋津駅
- 深夜バス：久米川駅北口 → 向台 → 全生園前 → 新秋津駅 → 所沢駅東口

久11は清01（全生園 - 清瀬駅南口、清瀬営業所時代に廃止）と共に清瀬営業所担当の路線であった。所沢営業所へ移管され、西武初のリフト付低床バスが滝山営業所に配属された関係もあり、1995年前後の数年間を所沢・滝山共管とした経緯がある。沿線に多くの病院や医療施設があることから、所沢営業所管内でも本数が多い路線の1つ。久11-2は新秋津駅周辺整備事業の完成によって新設され、同時に久11-1も新秋津駅経由となるが、所46は新秋津駅に乗り入れない。久11-1は新秋津駅経由となる前（1992年から1995年頃まで）、1時間に数本運行されていたが、久11-2の新設・その後新秋津駅近くに乗務員休憩所が新設された関係で、所46と同様出入庫系統ダイヤとなってしまった。所46の前身は、かつて所沢街道経由で所沢駅 - 全生園 - 田無駅間にて運行されていた田46系統で、全生園止まりに短縮の後、清瀬駅まで延長・出入庫路線と化した経緯がある。
2006年6月5日 - 2010年3月31日の間、久米川駅行きバスに限り、西武新宿線久米川駅脇の踏切対策の為、「久米川駅北口降車場（降車専用）」停留所が設けられた。さらに同駅北口ロータリー完成により、2010年4月1日から北口発着に変更された。
2015年11月16日のダイヤ改正で、平日深夜帯に久11-1深夜バスが1本設定された。

### 新所沢駅東口 - 所沢ニュータウン - 航空公園駅方面
- 新所01：新所沢駅東口 - 花園 - 伸栄小学校前 - 所沢ニュータウン
- 新所03：新所沢駅東口 - 花園 - 伸栄小学校前 - 所沢ニュータウン - 並木通り団地 - 秩父学園入口 - 航空公園駅
- 深夜バス：新所沢駅東口 → 花園 → 伸栄小学校前 → 所沢ニュータウン

新所沢駅からの路線は、もとは新所沢駅西口のターミナル発着だったが、駅東口のロータリー整備により1987年9月10日から東口発となっている。2007年3月16日より、新所沢 - 本川越駅線と共にパイオニア前停留所が「所沢整備工場」へと名称変更され、さらに2009年5月16日に所沢整備工場も営業所内に移転にともない「花園」に再度名称変更された。
2015年11月16日のダイヤ改正により、航空公園駅 → 伸栄小学校前 → 所沢ニュータウン → 並木通り団地線が廃止され、所沢ニュータウン・パークタウン・並木通り団地への深夜の足は、それぞれのニーズに合わせられた。     
初代深夜バス：航空公園駅 → 伸栄小学校 → 所沢ニュータウン → 並木通り団地は航空公園駅を出た後、並木通りを東進し、伸栄小学校経由で並木通り団地へ向かっていた。

### 新所沢駅東口 - 西武バス所沢営業所 - 川越駅西口 - 本川越駅方面

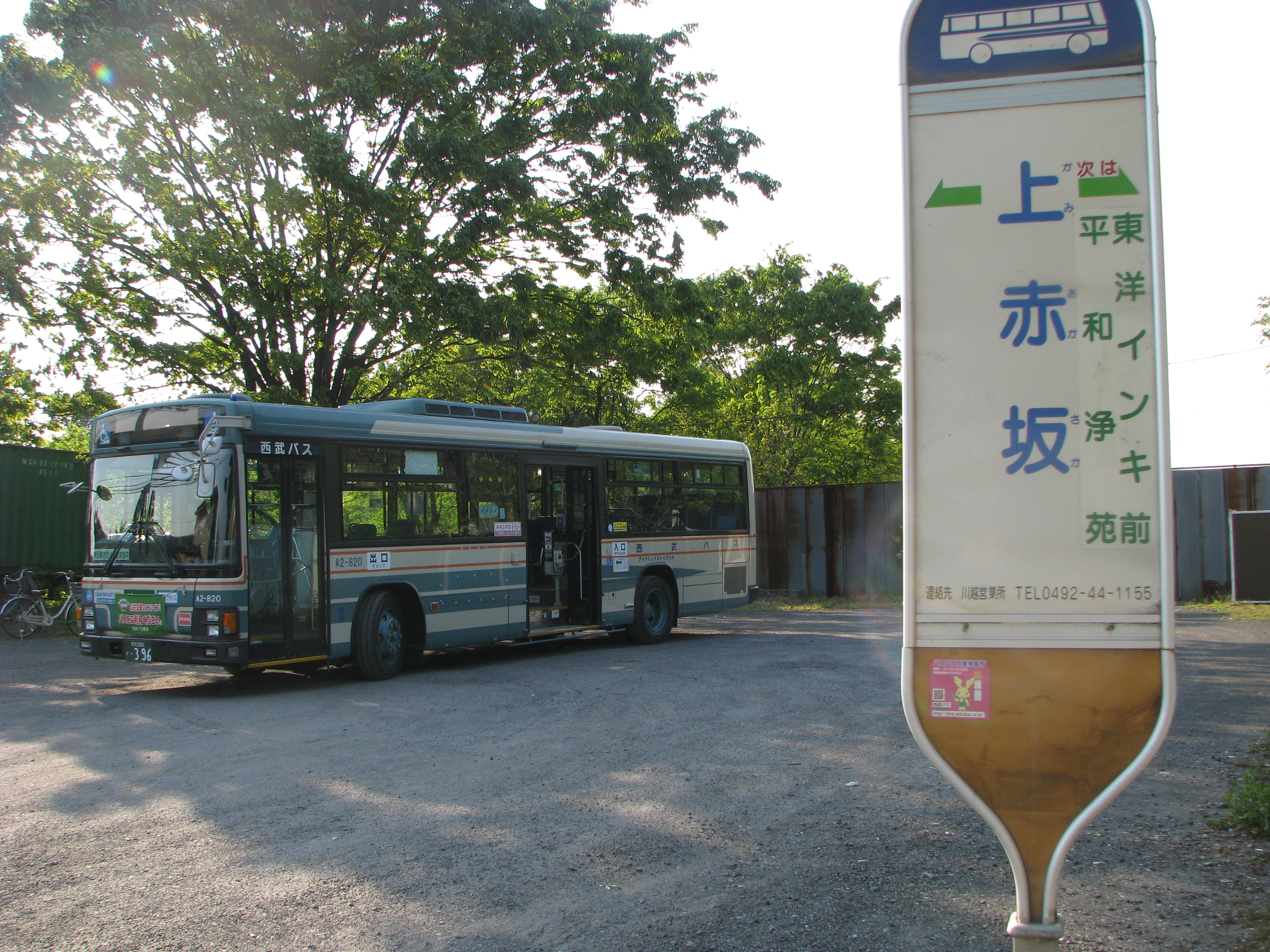
上赤坂折返場(2009年4月29日)次は「東洋インキ前」の表示が本川越駅方面

- 新所02：新所沢駅東口 - 花園 - 花園四丁目 - 下富 - 西武バス所沢営業所 - 上赤坂 - 今福 - 川越駅西口 - 本川越駅
- 新所02-1：新所沢駅東口 - 花園 - 花園四丁目 - 下富 - 西武バス所沢営業所
- 新所02-2：新所沢駅東口 - 花園 - 花園四丁目 - 下富 - 西武バス所沢営業所 - 上赤坂
- 本55：西武バス所沢営業所 - 上赤坂 - 今福 - 川越駅西口 - 本川越駅
- 深夜バス：西武バス所沢営業所 ← 上赤坂 ← 今福 ← 川越駅西口 ← 本川越駅（平日・月〜金のみ運行）

2009年5月16日、川越営業所より移管された。昭和60年代に新所沢駅東口及び周辺の再開発が竣工するまで、踏切を渡った駅西口発着であった。新所02-1・本55は出入庫路線。後者は本51を移管と同時に所沢営業所発着に延伸したもの。2009年5月16日より、所沢営業所・整備工場の移転に伴い、池袋琺瑯前が「西武バス所沢営業所」、整備工場が「花園」へと名称変更された。川越駅西口 - 本川越駅、狭山市内の1区間はワンコインバス（大人1乗車100円）扱いであるが、くぬぎ山 - トーヨーケム前間は狭山市内だが、180円区間となっている。上赤坂では[古01]南古谷駅行に乗換可能である。
川越市内において例年10月に行われる「川越まつり」開催時の際、当営業所管轄路線の本55系統が臨時増発、増発分本55系統の他定期ダイヤ分の本55・新所02系統共に、川越駅西口 - 本川越駅間は終日運休（川越駅西口で折り返し）となる
かつては上赤坂停留所は折返場発があった

### 新所沢駅東口 - 西武フラワーヒル方面
- 新所04：新所沢駅東口 - 花園 - 花園四丁目 - 下富 - 十四軒 - 西武フラワーヒル
- 新所04：新所沢駅東口 - 花園 - 花園四丁目 - 下富 - 十四軒 - 秋草学園高校 - 西武フラワーヒル

開設当初は所沢営業所担当だったが、川越営業所へ移管ののち2009年5月16日に新所02と共に所沢へ戻された。もとは新所沢駅西口発着で、狭山市内の1区間はワンコインバス（大人1乗車100円）扱いである。秋草学園高校へは西武総合企画が新所沢駅を含む6駅からスクールバスを運行しているが、新所沢駅発が朝時間帯、フラワーヒル発が昼過ぎ～夕方の時間帯に設定されており、スクールバスを補完している。現在は日中を中心にワンステップ車で運用されている。

### 小手指駅南口 - 椿峰ニュータウン方面
- 小手01：小手指駅南口 - 北野天神前 - 椿峰ニュータウン
- 深夜バス：小手指駅南口 → 北野天神前 → 椿峰ニュータウン

1984年に開通した路線で、センターラインはあるものの路側帯が未整備だったり、カーブミラーや街灯が充分に整備されているとは言えなかったりする区間を運行する路線。当初は中型車で運行されていたが、現在は大型車で運行されている。急坂のため、ワンステップ車の運行が基本であったが、車両代替により現在はほとんどがノンステップ車で運行されている。

### 小手指駅南口 - 狭山湖口 - 早稲田大学方面
- 小手02：小手指駅南口 - 誓詞橋 - 所沢ロイヤル病院 - 狭山湖口 - 芸術総合高校 - 早稲田大学(飯能営業所との共同運行)

当初、西武自動車（当時）が学生と教職員専用に北野天神経由で運行していた路線であった。所沢入間バイパス工事の一部整備事業の進捗に伴い、一般客も利用出来る路線バスを誓詞橋経由の新路線として営業を始めた。
大学登校日や休校日に合わせたダイヤが特徴だったが、関係者輸送の一部を再度西武総合企画担当としたため、現在は一般ダイヤとなっている。

### 清瀬駅北口 - 台田団地方面

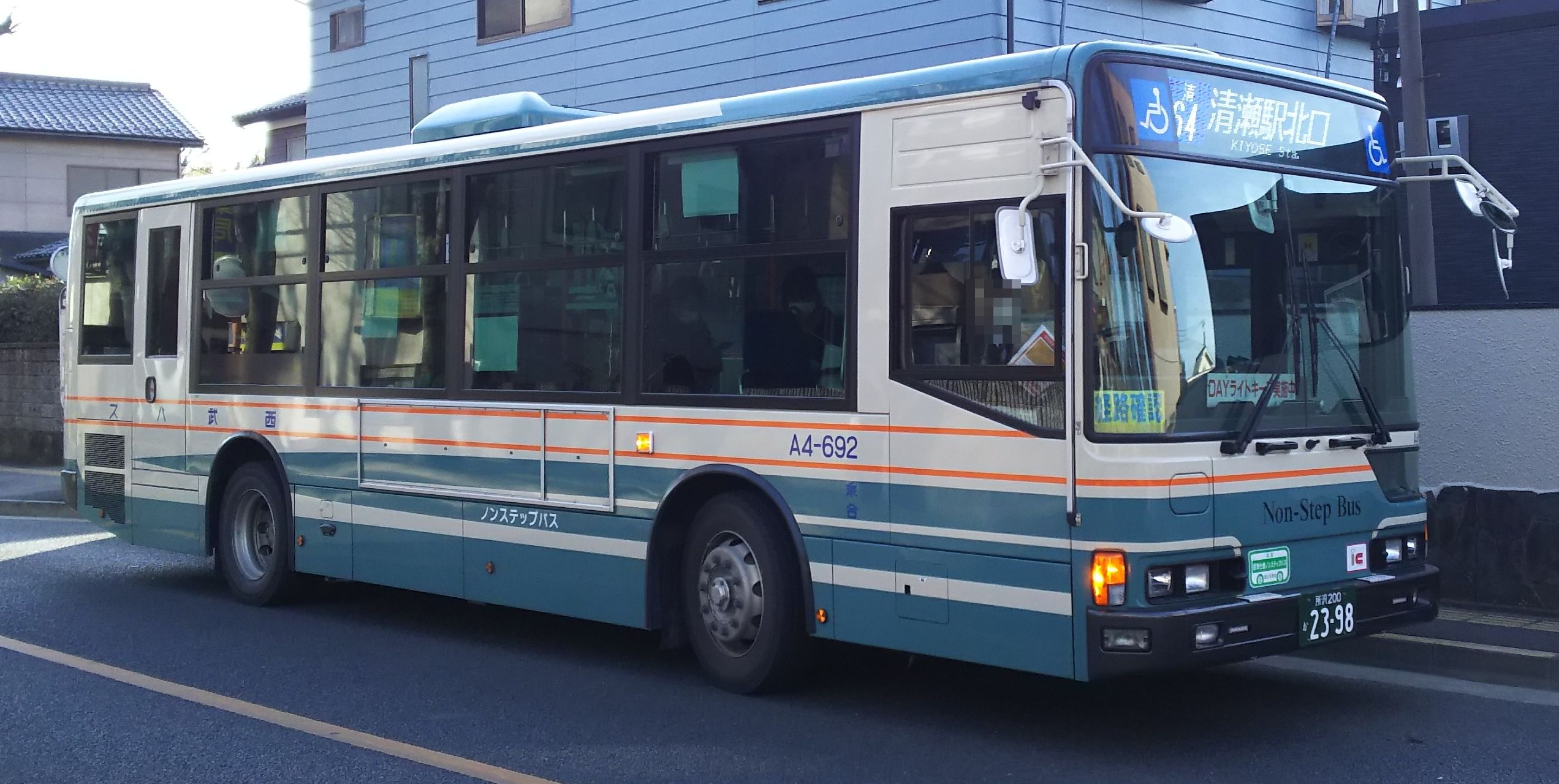
移管した後の清64系統による大型車運用

- 清64：清瀬駅北口 - 水天宮前 - 清瀬市役所 - 下田 - 団地保育園 - 台田団地
- 清64-2：清瀬駅北口 - 中里 - 下田 - 団地保育園 - 台田団地

前者は志木街道・市役所通り・柳瀬川通りを経由、後者は小金井街道・柳瀬川通りを経由し、清瀬市下宿にある台田団地に発着する。志31と共に清瀬 → 新座営業所が担当していた系統だが、担当路線調整により一時所沢営業所へ移管され、2009年2月16日に新座営業所へ再移管された。2021年3月1日より、再度所沢営業所へ移管された。所沢移管直前には、大型車の充当も増えていた。
再移管の際には、他営業所から中型車が当営業所へ転入し、所18系統と共に運用されているが、車両運用の都合上大型車が運用に入ることもある。

### 航空公園駅 - 東所沢駅
- 航02：航空公園駅 - 秩父学園入口 - 牛沼 - 所沢車検場前 - 東所沢駅（土曜・日曜・祝日のみ運行）

2022年11月3日より運行開始した。ところざわサクラタウンへのアクセスを主目的とした系統で、平日は運行されない。

### 空港連絡線
当営業所では、以下の空港連絡バスを運行している。
- 所沢成田線：所沢駅東口・東所沢駅・和光市駅 - 成田空港（京成バスと共同運行、全便和光市駅経由）
- 所沢羽田線：所沢駅東口・東所沢駅 - 羽田空港（東京空港交通と共同運行）
- 川越羽田線：本川越駅・川越駅西口 - 羽田空港（東京空港交通・イーグルバスと共同運行）

## 廃止・移管路線
- 所10：所沢駅西口 - 西所沢駅入口 - 北野 - 狭山湖口 - 国立病院 - 狭山ヶ丘駅
- 所11：所沢駅西口 - 西所沢駅入口 - 北野 - 狭山湖口 - 国立病院
- 所12（初代）：所沢駅西口 - 西所沢駅入口 - 北野 - 狭山湖口 - 三ヶ島農協 - 藤沢橋 - 武蔵藤沢駅
- 所12（2代）：所沢駅西口 - 旭町 - 市民医療センター - こぶし団地入口 - 秩父学園入口
- 所13：所沢駅西口 - 西所沢駅入口 - 北野 - 狭山湖口 - 三ヶ島農協 - 宮寺 - 大橋場 - 箱根ケ崎駅
- 所13-1：所沢駅西口 - 西所沢駅入口 - 北野 - 狭山湖口 - 三ヶ島農協
- 所13-2：所沢駅西口 - 西所沢駅入口 - 北野 - 狭山湖口 - 三ヶ島農協 - 宮寺 ← 宮寺農協
- 所13-3：所沢駅西口 - 西所沢駅入口 - 北野 - 狭山湖口 - 三ヶ島農協 - 和ヶ原入口 - 狭山ヶ丘駅
- 所14：所沢駅西口 - 西所沢駅入口 - 北野 - 狭山湖口 - 三ヶ島農協 - 宮寺 ← 宮寺農協
- 所15（初代）：所沢駅西口 - 西所沢駅入口 - 北野 - 狭山湖口 - 和ヶ原入口 - 三ヶ島農協
- 所15（2代）：所沢駅西口 - 西所沢駅入口 - 大沢橋 - 小手指駅南口
- 所16：所沢駅西口 - 星の宮 - 西所沢駅入口 - 高橋 - 国民宿舎 - 狭山湖口 - 北野 - 西所沢駅入口 - 星の宮 - 所沢駅西口（北野・山口循環）
- 所17：所沢駅西口 - 西所沢駅入口 - 高橋 - 西武球場前
- 所19（初代）：所沢駅西口 - 二瀬橋 - 南秋津 - 東村山駅東口
- 所19（2代）：所沢駅東口 - 沢の台 - 南秋津 - 東村山駅東口
- 所20：所沢駅西口 → 税務署 → パークタウン所沢警察署前 → 所沢中央郵便局 → 所沢駅西口（パークタウン循環）

1987年5月28日の航空公園駅開業により廃止、所20-3が新設された。
- 所41：所沢駅西口 - 所沢市役所 - 新所沢駅

新所沢駅起点の新所43に改番された。
- 所42：所沢駅西口 - 所沢市役所 - 新所沢駅 - 鷺宮製作所 - 狭山ヶ丘駅入口 - 藤沢十字路 - 豊岡高校 - 入間市駅
- 所43：所沢駅西口 - 所沢市役所 - 新所沢駅 - 鷺宮製作所 - 狭山ヶ丘駅 - 三ヶ島農協
- 所45：所沢駅西口 - 新所沢駅 - 鷺宮製作所 - 狭山ヶ丘駅 - 国立病院
- 所46-1：所沢駅西口 - 所沢営業所 - 沢の台 - 全生園
- 所51：所沢駅西口 - 沢の台 - 全生園
- 所52：所沢駅西口 - 所沢東高校入口 - 跡見女子大 - 北野入口 - 志木駅南口

枝番号（所52-1）とは付けられず、前面方向幕が大型化するまでは、運転席左横に「東高校経由」と書かれたサボをぶら下げて旅客案内としていた。また、所沢東高校入口停留所は当時の所53・54とは別に専用の停留所が設けられていた。
- 所53：所沢駅東口 - 東所沢駅 - 所沢東高校入口 - エステシティ所沢 - 所沢聖地霊園 - 秩父学園入口 - こぶし団地入口 - 所沢駅東口（永井循環）
- 所53-2：東所沢駅 - 所沢東高校入口 - エステシティ所沢

所53-2は現行の東所53と同一経路であり、事実上の復活である。なお、所沢東高校入口は現在のやなせ荘入口停留所である。
- 所54：所沢駅東口 - 新東橋 - 所沢車検場 - 日比田 - 所沢東高校入口 - 所沢聖地霊園 - 所沢駅東口（車検場循環）
- 所54：所沢駅東口 - 新東橋 - 所沢車検場 - 新日比田橋 - 東所沢駅
- 所57-1（初代）：所沢駅東口 - 市民医療センター - こぶし団地入口 - 秩父学園入口
- 所57-1（2代）：所沢駅東口 - 新東橋 - こぶし団地入口 - 秩父学園入口 - 所沢聖地霊園
- 所57-2：所沢駅東口 - 新東橋 - こぶし団地入口 - 秩父学園入口 - 所沢聖地霊園 - エステシティ所沢
- 所58（初代）：所沢駅西口 - 上福岡駅入口 - 福岡高校入口
- 所58（2代）：所沢駅西口 - 上福岡駅入口 - 福岡高校入口 - 治水橋堤防 - 二ツ宮
- 所58-2：所沢駅東口 - 並木通り団地入口
- 所60：所沢駅東口 - 安松 - 東所沢駅 - 所沢東高校入口 - 鶴瀬駅西口
- 大35（初代）：大宮駅西口 - 自動車試験場 - 東大久保 - 三芳町役場 - 秩父学園入口 - 下新井 - 北御幸町 - 所沢駅
- 大35（2代）：大宮駅西口 - 自動車試験場（1988年末からは「二ッ宮」） - 東大久保 - 下組 - 秩父学園入口 - 航空公園駅 - 北御幸町 - 所沢駅西口

1987年5月28日の航空公園駅開設時より設定されたが、現在は運行していない。大35（3代目）は、2015年4月1日より、大宮営業所管轄で、大宮駅西口 - 二ッ宮 - ららぽーと富士見間を運行中。
- 大35（初代）：大宮駅西口 - 自動車試験場（1988年末からは「二ッ宮」） - 東大久保 - 下組 - 窪野 - 所沢東高校入口 - 東所沢駅入口 - 市営住宅 - 市民医療センター - 所沢駅西口

本線・初代・2代目大35本線の枝番号（大35-1）とは付けられず、前面方向幕が大型化するまでは、運転席左横に「東高校経由」と書かれたサボをぶら下げて旅客案内としていた。
- 新所01：新所沢駅 -（急行・途中無停車）- ニュータウン西 - ニュータウン中央 - 所沢ニュータウン
- 新所14：新所沢駅 - 鷺宮製作所 - 狭山ヶ丘駅入口 - 藤沢十字路 - 豊岡高校 - 入間市駅
- 新所43：新所沢駅 - 市民会館 - 所沢駅西口

所41から改番したが、現在は廃止されている。
- 新所43-1：新所沢駅 - 鷺宮製作所 - 狭山ヶ丘駅 - 和ヶ原入口 - 三ヶ島農協
- 新所43-1：新所沢駅 - 鷺宮製作所 - 狭山ヶ丘駅 - 国立病院
- 新所43-1：新所沢駅 - 鷺宮製作所
- 寺61：国分寺車庫 - 日立武蔵 - 一橋学園駅 - 東町 - 小平駅南口
- 寺62：国分寺車庫 - 日立武蔵 - 一橋学園駅 - 小平市役所 - 青梅街道駅 - 小平駅南口
- 寺63：国分寺車庫 - 日立武蔵
- 寺71：国分寺車庫 - 津田塾大学 - 鷹の台 - 小川上宿美大前
- 寺72：国分寺車庫 - 鷹の台 - 青梅街道・創価循環 - 国分寺車庫
- 寺73：国分寺駅北口 - 津田塾大学 - 小川駅 - 久米川駅 - 東村山駅東口 - 所沢駅
- 寺74：国分寺駅北口 - 津田塾大学 - 小川駅 - 久米川駅

かつての国分寺駅口の路線は、所沢営業所が担当していた。現在は運行区間の改廃やバス停留所名変更を経て、小平営業所担当となっている。
- 立36：立川駅北口 - 立川車庫 - 砂川九番 - 東大和市駅 - 貯水池下 - 西武球場前 - 高橋 - 西所沢駅入口 - 所沢駅

所沢駅 - 西武球場前間を短縮し、立川営業所へ移管・野球開催日のみの運行となったが、多摩都市モノレール線開業により上北台駅発着のうえ、ドーム100に改番。
- 田46：田無駅 - 前沢十字路 - 全生園 - 沢の台 - 所沢駅
- 番号無し：所沢車庫 - 沢の台 - 全生園 - 東京病院 - 清瀬駅南口

久11系統が清瀬営業所担当時代に、ごく少数「応援運行」されていた。
- 久11‐1：所沢駅東口 - 沢の台 - 全生園
- 清67：清瀬駅 - 中里 - 安松 - 西武秋津団地
- 小手03（初代）：狭山ヶ丘駅 - 国立病院  - 誓詞橋 - 小手指駅南口
- 番号なし：三ヶ島農協 - 和ヶ原入口 - 狭山ヶ丘駅

### 2008年廃止移管路線
- 所14（2代）：所沢駅西口 - 西所沢駅入口 - 大六天 - 北野 - 小手指駅南口
- 所16（2代）：所沢駅西口 - 西所沢駅入口 - 北野 - 狭山湖口 - 早稲田大学
- 所17（2代）：所沢駅西口 - 西所沢駅入口 - 北野 - 椿峰ニュータウン

定時運行が難しくなったために廃止。所17と同じルートを所沢市内循環バスが走行しているが、本数は少ない。
- 清64：清瀬駅北口 - 水天宮 - 清瀬市役所 - 団地保育園 - 台田団地
- 清64-2：清瀬駅北口 - 中里 - 下戸 - 団地保育園 - 台田団地
- 志31：志木駅南口 - 富士見ヶ丘団地 - 新座団地

清瀬営業所の移転の際に所沢に移管されたが、新座営業所に再移管。清64、清64-2は、2021年3月より所沢へ再度移管された。

### 2015年以降廃止路線
- 深夜バス：航空公園駅 → 伸栄小学校 → 所沢ニュータウン → 並木通り団地
- 大34-1：中富 → 八軒家 → 上福岡駅入口 → 東大久保 → 治水橋堤防 → 二ツ宮 → 水判土 → 大宮駅西口

大34-1は、所沢営業所が下富に移転と同時に新設した出庫路線。早朝の大宮駅行き1回のみ運行であった。2016年3月26日改正で廃止、上福岡駅西口までの所58-2に変更された。
- 所53-1：所沢駅東口 - 安松 - 東所沢駅 - やなせ荘入口 - エステシティ所沢
- 所59：所沢駅東口 - 安松 - 東所沢駅 - 所沢車検場 - 所沢聖地霊園 - エステシティ所沢

上記2系統は東所沢駅発着に短縮され、所沢駅東口 - 安松 - 東所沢駅間の運行は取りやめられた。
- 所18-1：所沢駅西口 - 吾妻 - 悲田処跡 - 松が丘中央 - 西武園駅 - 西武園ゆうえんち

休園日を除く土曜・休日・祝日ダイヤの日中時間帯のみ運行していた。西武園ゆうえんち改修工事期間中も休止していたが、再オープンしたものの、入園ゲートが西武園ゆうえんち駅前近くに集約され、西武園ゆうえんち停留所からのアクセスに難があったため、2024年3月31日をもって運行終了。

## 車両
- 全3メーカーの車両が所属している。路線用の大型車は三菱ふそう製といすゞ製である。路線用の中型車はいすゞ製と日産ディーゼル製で、所沢駅〜西武園駅の路線と清瀬駅〜台田団地の路線で主に使われているが、稀に他の路線に充当されることもある。
- 以前はCNGノンステップバスが4台在籍したが、市内のCNGガスステーション閉鎖により他営業所へ転出した。
- 所沢市「ところバス」用の車両は日野・リエッセ等であり、中扉に車椅子乗降用リフト等を装備している。2016年からはリエッセの製造終了に伴い、日野・ポンチョのロングボディ車が導入されている。
- 高速・貸切用車両は、三菱ふそう製が大半である。
- 2016年春以降、行き先・経由地表示（前面・側面・後面）がフルカラーLED搭載の新車が納入されており、現在は一部の高速・貸切用車両とリエッセを除く全車にフルカラーLED製の行先表示器が搭載されている。
- 2016年、埼玉県内の西武バス営業所で2番目にいすゞ製のハイブリッド車が納入されている。他に西武バスの営業所では上石神井、滝山、新座(現在は全車大宮に転属)の各営業所でいすゞ製ハイブリッド車が導入されている。
- A9-377号車は、埼玉西武ライオンズのラッピングが施されており、千葉ロッテマリーンズとの共催である『埼玉vs.千葉シリーズ』開催時には、京成バス新都心営業所に貸し出し、 海浜幕張駅 - 千葉マリンスタジアム線を運行することがあった。 初年度の2013年に京成バスに貸し出されたことはあるが、以降は立川営業所のA2-875号車が貸出されているため、所沢営業所の幕張地区運行は1年目のみ。
- 2020年11月、西武バスで初（埼玉県でも初）となる燃料電池バストヨタ・SORAが納車された。同年12月1日より所52・所55系統にて運行されている[15]。
- 2022年7月14日より、廃食用油などの「リニューアブルディーゼル」で走る旅客バスが所52・所55系統で走ると発表された[16]。